# Сакиев, Алан Хасанович
Ала́н Хаса́нович Саки́ев (2 августа 1981) — российский футболист, нападающий и полузащитник.

## Карьера
Профессиональную карьеру начал в 1997 году в дублирующей команде владикавказской «Алании», выступавшей в третьей лиге. Затем выступал уже за «Аланию-2». 20 сентября 1998 года дебютировал за «Аланию» в матчах высшей лиги, выйдя на 88 минуте на замену Георгию Деметрадзе в домашнем матче против «Черноморца». В следующем сезоне Сакиев также провёл лишь одну игру, после чего перешёл в другой владикавказский клуб — «Автодор», за который провёл 5 матчей во втором дивизионе. В 2001 году начинал в любительском клубе «Немком» Краснодар, однако вскоре перешёл в саратовский «Сокол», в составе которого в 2002 году был одним из лидеров, отличившись тремя мячами, но клуб вылетел в первый дивизион. В 2003 году был выставлен на трансфер и поддерживал форму, играя за осетинское «Динамо» в чемпионате республики. В 2006 вернулся в футбол, играл за «Сокол», в 2007 году выступал за «Спартак-УГП» из Анапы.
В 1998 году в составе сборной России побеждал на Всемирных юношеских играх в Москве.

## Авария
10 июня 2003 года попал в автокатастрофу. Ввместе со своими партнерами по «Динамо» спешил на матч чемпионата Северной Осетии. Audi A8, которым управлял Сакиев, по дороге во Владикавказ разогналась до скорости 200—220 км/ч, однако Сакиев не справился с управлением и машина, немного подпрыгнув на мосту, слетела с автотрассы и ударилась о дерево, от силы удара машину разнесло на несколько частей. В результате чего погибло трое человек, в том числе 21-летний Тамерлан Цховребов, игрок клуба «Уралан-Плюс», выступавший до этого в «Алании-д». В больницу с тяжёлыми телесными повреждениями угодил ещё один пассажир, а у самого Алана Сакиева было переломано несколько рёбер и сильно повреждена почка. Через три недели Сакиев был выписан из больницы и продолжал лечение дома. По прошествии 1,5-2 месяцев он перебрался в Москву, где продолжал своё лечение, после аварии выяснилось, что у него сместился межпозвоночный диск.